# ATP6V0D1
ATP6V0D1 (англ. ATPase H+ transporting V0 subunit d1) – білок, який кодується однойменним геном, розташованим у людей на короткому плечі 16-ї хромосоми. Довжина поліпептидного ланцюга білка становить 351 амінокислот, а молекулярна маса — 40 329.
| 10         |  | 20         |  | 30         |  | 40         |  | 50         |
| ---------- |  | ---------- |  | ---------- |  | ---------- |  | ---------- |
| MSFFPELYFN |  | VDNGYLEGLV |  | RGLKAGVLSQ |  | ADYLNLVQCE |  | TLEDLKLHLQ |
| STDYGNFLAN |  | EASPLTVSVI |  | DDRLKEKMVV |  | EFRHMRNHAY |  | EPLASFLDFI |
| TYSYMIDNVI |  | LLITGTLHQR |  | SIAELVPKCH |  | PLGSFEQMEA |  | VNIAQTPAEL |
| YNAILVDTPL |  | AAFFQDCISE |  | QDLDEMNIEI |  | IRNTLYKAYL |  | ESFYKFCTLL |
| GGTTADAMCP |  | ILEFEADRRA |  | FIITINSFGT |  | ELSKEDRAKL |  | FPHCGRLYPE |
| GLAQLARADD |  | YEQVKNVADY |  | YPEYKLLFEG |  | AGSNPGDKTL |  | EDRFFEHEVK |
| LNKLAFLNQF |  | HFGVFYAFVK |  | LKEQECRNIV |  | WIAECIAQRH |  | RAKIDNYIPI |
| F          |  |            |  |            |  |            |  |            |

A: Аланін

C: Цистеїн

D: Аспарагінова кислота

E: Глутамінова кислота

F: Фенілаланін

G: Гліцин

H: Гістидин

I: Ізолейцин

K: Лізин

L: Лейцин

M: Метіонін

N: Аспарагін

P: Пролін

Q: Глутамін

R: Аргінін

S: Серин

T: Треонін

V: Валін

W: Триптофан

Кодований геном білок за функцією належить до фосфопротеїнів. 
Задіяний у таких біологічних процесах, як транспорт іонів, транспорт, транспорт протонів, біогенез та деградація війок. 
Локалізований у мембрані.